# مراکش در المپیک تابستانی ۲۰۲۴
کاروان المپیکی مراکش، یکی از کاروان‌های حاضر در بازی‌های المپیک تابستانی ۲۰۲۴ بود. این دوره از بازی‌ها، از ۲۶ ژوئیه تا ۱۱ اوت (۵ تا ۲۱ مرداد ۱۴۰۳ خورشیدی) به میزبانی پاریس، پایتخت فرانسه برگزار شد. مراکشی‌ها در این دوره، شانزدهمین حضور خود را در ادوار المپیک تابستانی تجربه کردند. آنها به رهبری ایالات متحده آمریکا، المپیک ۱۹۸۰ مسکو را تحریم کردند و در آن شرکت نکردند.
در پی کسب یک مدال طلا و یک مدال برنز، مراکشی‌ها به همراه گواتمالا مشترکا در جایگاه شصتم رده‌بندی کلی المپیک قرار گرفتند.

## مدال‌آوران
| مدال | نام                             | ورزش        | رویداد         | تاریخ |
| ---- | ------------------------------- | ----------- | -------------- | ----- |
| طلا  | سوفیان البقالی                  | دو و میدانی | ۳۰۰۰ متر مردان | ۷ اوت |
| برنز | تیم ملی فوتبال زیر ۲۳ سال مراکش | فوتبال      | مسابقات مردان  | ۸ اوت |

## شرکت‌کنندگان
کاروان مراکش متشکل از ورزشکارانی بود که در رشته‌های زیر به رقابت با سایرین پرداختند. قابل توجه است که بازیکنان ذخیره‌ی تیم فوتبال در این فهرست شمارش نشده‌اند.
| ورزش        | مردان | زنان | کل |
| ----------- | ----- | ---- | -- |
| دو و میدانی | ۸     | ۵    | ۱۳ |
| بوکس        | ۰     | ۳    | ۳  |
| رقص بریک    | ۱     | ۱    | ۲  |
| قایقرانی    | ۲     | ۰    | ۲  |
| دوچرخه‌سواری | ۲     | ۰    | ۲  |
| سوارکاری    | ۱     | ۱    | ۲  |
| شمشیربازی   | ۱     | ۱    | ۲  |
| فوتبال      | ۱۸    | ۰    | ۱۸ |
| گلف         | ۰     | ۱    | ۱  |
| جودو        | ۲     | ۱    | ۳  |
| روئینگ      | ۰     | ۱    | ۱  |
| تیراندازی   | ۱     | ۰    | ۱  |
| اسکیت‌برد    | ۰     | ۱    | ۱  |
| موج‌سواری    | ۱     | ۰    | ۱  |
| شنا         | ۱     | ۱    | ۲  |
| تکواندو     | ۰     | ۲    | ۲  |
| سه‌گانه      | ۱     | ۰    | ۱  |
| والیبال     | ۲     | ۰    | ۲  |
| کشتی        | ۱     | ۰    | ۱  |
| کل          | ۴۲    | ۱۸   | ۶۰ |